# Fallston (Maryland)
Fallston és una concentració de població designada pel cens dels Estats Units a l'estat de Maryland. Segons el cens del 2000 tenia 8.427 habitants.

## Demografia
Segons el cens del 2000, Fallston tenia 8.427 habitants, 2.875 habitatges, i 2.550 famílies. La densitat de població era de 232,1 habitants/km².
Dels 2.875 habitatges en un 37,3% hi vivien nens de menys de 18 anys, en un 81,5% hi vivien parelles casades, en un 5,3% dones solteres, i en un 11,3% no eren unitats familiars. En el 9,6% dels habitatges hi vivien persones soles el 3,5% de les quals corresponia a persones de 65 anys o més que vivien soles. El nombre mitjà de persones vivint en cada habitatge era de 2,93 i el nombre mitjà de persones que vivien en cada família era de 3,13.
Per edats la població es repartia de la següent manera: un 25,8% tenia menys de 18 anys, un 5,5% entre 18 i 24, un 23% entre 25 i 44, un 34,8% de 45 a 60 i un 10,9% 65 anys o més.
L'edat mediana era de 43 anys. Per cada 100 dones de 18 o més anys hi havia 95,2 homes.
La renda mediana per habitatge era de 84.296 $ i la renda mediana per família de 87.686 $. Els homes tenien una renda mediana de 62.112 $ mentre que les dones 37.500 $. La renda per capita de la població era de 31.093 $. Entorn del 2,2% de les famílies i el 2,3% de la població estaven per davall del llindar de pobresa.

## Poblacions més properes
El següent diagrama mostra les poblacions més properes.